# Světový pohár v běhu na lyžích 1990/1991
Světový pohár v běhu na lyžích 1990/91 byl desátým ročníkem Světového poháru v běhu na lyžích pod záštitou Mezinárodní lyžařské federace (FIS). Muži i ženy odjeli celkem 12 individuálních závodů a 5 štafet. Celkovými vítězi se stali Rusové Vladimir Smirnov a Jelena Välbeová.

## Výsledky závodů

### Muži
| No.                                                              | Datum             | Místo         | Závod                           | Vítěz            | 2. místo          | 3. místo                       | Ref. |
| 1                                                                | 9. prosinec 1990  | Tauplitzalm   | 10 km K + 15 km V stíhací závod | Torgny Mogren    | Vladimir Smirnov  | Henrik Forsberg                |      |
| 2                                                                | 15. prosinec 1990 | Davos         | 15 km K                         | Vladimir Smirnov | Marco Albarello   | Thomas Eriksson                |      |
| 3                                                                | 19. prosinec 1990 | Les Saisies   | 30 km K                         | Vladimir Smirnov | Torgny Mogren     | Christer Majbäck               |      |
| 4                                                                | 5. leden 1991     | Minsk         | 15 km V                         | Vladimir Smirnov | Bjørn Dæhlie      | Václav Korunka Henrik Forsberg |      |
| 5                                                                | 9. leden 1991     | Štrbské Pleso | 30 km V                         | Bjørn Dæhlie     | Silvano Barco     | Gianfranco Polvara             |      |
| Mistrovství světa v klasickém lyžování 1991 (7. - 17. únor 1991) |                   |               |                                 |                  |                   |                                |      |
| 6                                                                | 7. únor 1991      | Val di Fiemme | 30 km K *                       | Gunde Svan       | Vladimir Smirnov  | Vegard Ulvang                  |      |
| 7                                                                | 9. únor 1991      | Val di Fiemme | 15 km V *                       | Bjørn Dæhlie     | Gunde Svan        | Vladimir Smirnov               |      |
| 8                                                                | 11. únor 1991     | Val di Fiemme | 10 km K *                       | Terje Langli     | Christer Majbäck  | Torgny Mogren                  |      |
| 9                                                                | 17. únor 1991     | Val di Fiemme | 50 km V *                       | Torgny Mogren    | Gunde Svan        | Maurilio De Zolt               |      |
| 10                                                               | 3. březen 1991    | Lahti         | 30 km V                         | Kristen Skjeldal | Vladimir Smirnov  | Gianfranco Polvara             |      |
| 11                                                               | 9. březen 1991    | Falun         | 30 km V                         | Henrik Forsberg  | Torgny Mogren     | Jan Ottosson                   |      |
| 12                                                               | 16. březen 1991   | Oslo          | 50 km K                         | Vegard Ulvang    | Harri Kirvesniemi | Sture Sivertsen                |      |

### Ženy
| No.                                                              | Datum             | Místo         | Závod                           | Vítěz                 | 2. místo                   | 3. místo               | Ref. |
| 1                                                                | 8. prosinec 1990  | Tauplitzalm   | 10 km K + 15 km V stíhací závod | Stefania Belmondová   | Jelena Välbeová            | Tamara Tichonovová     |      |
| 2                                                                | 15. prosinec 1990 | Davos         | 15 km K                         | Jelena Välbeová       | Ljubov Jegorovová          | Marie-Helene Westinová |      |
| 3                                                                | 20. prosinec 1990 | Les Saisies   | 5 km K + 10 km V stíhací závod  | Jelena Välbeová       | Stefania Belmondová        | Ljubov Jegorovová      |      |
| 4                                                                | 5. leden 1991     | Minsk         | 30 km K                         | Jelena Välbeová       | Světlana Nagejkinová       | Inger Helene Nybråten  |      |
| 5                                                                | 12. leden 1991    | Klingenthal   | 15 km K                         | Inger Helene Nybråten | Marie-Helene Westinová     | Solveig Pedersenová    |      |
| Mistrovství světa v klasickém lyžování 1991 (7. - 17. únor 1991) |                   |               |                                 |                       |                            |                        |      |
| 6                                                                | 8. únor 1991      | Val di Fiemme | 15 km K *                       | Jelena Välbeová       | Trude Dybendahlová         | Stefania Belmondová    |      |
| 7                                                                | 10. únor 1991     | Val di Fiemme | 10 km V *                       | Jelena Välbeová       | Marie-Helene Westinová     | Tamara Tichonovová     |      |
| 8                                                                | 12. únor 1991     | Val di Fiemme | 5 km K *                        | Trude Dybendahlová    | Marja-Liisa Kirvesniemiová | Manuela Di Centaová    |      |
| 9                                                                | 16. únor 1991     | Val di Fiemme | 30 km V *                       | Ljubov Jegorovová     | Jelena Välbeová            | Manuela Di Centaová    |      |
| 10                                                               | 2. březen 1991    | Lahti         | 15 km V                         | Jelena Välbeová       | Manuela Di Centaová        | Ljubov Jegorovová      |      |
| 11                                                               | 9. březen 1991    | Falun         | 15 km V                         | Jelena Välbeová       | Tamara Tichonovová         | Ljubov Jegorovová      |      |
| 12                                                               | 16. březen 1991   | Oslo          | 5 km V                          | Jelena Välbeová       | Manuela Di Centaová        | Marie-Helene Westinová |      |

### Týmové závody
| Datum             | Místo         | Závod     | Vítěz                                                                                   | 2. místo                                                                                | 3. místo                                                                             | Složení | Ref. |
| 16. prosinec 1990 | Davos         | 4×10 km   | -                                                                                       | -                                                                                       | -                                                                                    | muži    | -    |
| 16. prosinec 1990 | Davos         | 4×5 km    | -                                                                                       | -                                                                                       | -                                                                                    | ženy    | -    |
| 20. prosinec 1990 | Les Saisies   | 4×10 km   | -                                                                                       | -                                                                                       | -                                                                                    | muži    | -    |
| 6. leden 1991     | Minsk         | 4×10 km   | -                                                                                       | -                                                                                       | -                                                                                    | muži    | -    |
| 13. leden 1991    | Klingenthal   | 4×5 km    | -                                                                                       | -                                                                                       | -                                                                                    | ženy    | -    |
| 15. únor 1991     | Val di Fiemme | 4×10 km * | Norsko Øyvind Skaanes Terje Langli Vegard Ulvang Bjørn Dæhlie                           | Švédsko Thomas Eriksson Christer Majbäck Gunde Svan Torgny Mogren                       | Finsko Mika Kuusisto Harri Kirvesniemi Jari Isometsä Jari Räsänen                    | muži    | -    |
| 15. únor 1991     | Val di Fiemme | 4×5 km *  | Sovětský svaz Ljubov Jegorovová Raisa Smetaninová Tamara Tichonovová Jelena Välbeová    | Itálie Bice Vanzetta Manuela Di Centaová Gabriella Paruzziová Stefania Belmondová       | Norsko Solveig Pedersenová Inger Helene Nybråten Elin Nilsenová Trude Dybendahlová   | ženy    | -    |
| 1. březen 1991    | Lahti         | 4×10 km   | Norsko Terje Langli Øyvind Skaanes Bjørn Dæhlie Kristen Skjeldal                        | Švédsko Thomas Eriksson Gunde Svan Torgny Mogren Henrik Forsberg                        | Sovětský svaz Michail Botvinov Igor Badamšin Vjačeslav Plaksunov Alexej Prokurorov   | muži    |      |
| 10. březen 1991   | Falun         | 4×5 km K  | Sovětský svaz Světlana Nagejkinová Ljubov Jegorovová Tamara Tichonovová Jelena Välbeová | Norsko Solveig Pedersenová Inger Helene Nybråten Elin Nilsenová Trude Dybendahlová      | Finsko Marjut Roligová Merja Lahtinenová Jaana Savolainen Marja-Liisa Kirvesniemiová | ženy    |      |
| 15. březen 1991   | Oslo          | 4×5 km    | Norsko I Trude Dybendahlová Inger Helene Nybråten Solveig Pedersenová Elin Nilsenová    | Sovětský svaz Světlana Nagejkinová Raisa Smetaninová Tamara Tichonovová Jelena Välbeová | Norsko II Marit Elveos Marit Mikkelsplass Inger Lise Hegge Nina Skeime               | ženy    |      |

- Poznámka: závody označené * byly součástí Mistrovství světa v klasickém lyžování 1991, jejich výsledky se však započítávaly i do hodnocení Světového poháru

## Celkové pořadí
| Umístění | Lyžař            | Země          | Body |
| -------- | ---------------- | ------------- | ---- |
| 1.       | Vladimir Smirnov | Sovětský svaz | 163  |
| 2.       | Torgny Mogren    | Švédsko       | 129  |
| 3.       | Bjørn Dæhlie     | Norsko        | 105  |
| 3.       | Vegard Ulvang    | Norsko        | 105  |
| 5.       | Kristen Skjeldal | Norsko        | 76   |
| 6.       | Henrik Forsberg  | Švédsko       | 73   |
| 6.       | Terje Langli     | Norsko        | 73   |
| 7.       | Gunde Svan       | Švédsko       | 65   |
| 9.       | Marco Albarello  | Itálie        | 62   |
| 9.       | Maurilio De Zolt | Itálie        | 62   |

| Umístění | Lyžařka                | Země          | Body |
| -------- | ---------------------- | ------------- | ---- |
| 1.       | Jelena Välbeová        | Sovětský svaz | 220  |
| 2.       | Stefania Belmondová    | Itálie        | 128  |
| 3.       | Ljubov Jegorovová      | Sovětský svaz | 126  |
| 4.       | Marie-Helene Westinová | Švédsko       | 112  |
| 5.       | Manuela Di Centaová    | Itálie        | 106  |
| 6.       | Trude Dybendahlová     | Norsko        | 88   |
| 7.       | Tamara Tichonovová     | Sovětský svaz | 82   |
| 8.       | Inger Helene Nybråten  | Norsko        | 62   |
| 9.       | Solveig Pedersenová    | Norsko        | 57   |
| 10.      | Marjut Roligová        | Finsko        | 46   |